# Aríete
Réplica de um aríete, 
Château des Baux, França
Aríete é uma antiga máquina de guerra que foi largamente utilizado nas Idades Antiga e Média, para romper muralhas ou portões de castelos, fortalezas e povoações fortificadas.
Era constituído por um forte tronco de freixo ou árvore de madeira resistente, com uma testa de ferro ou de bronze a que se dava em geral a forma da cabeça de carneiro. Existiam diversas formas de aríetes, dependendo do local e do povo que o construía. Pode-se dizer que foram os precursores dos carros de combate.[carece de fontes?]

## Aríete portátil
Quando era importante tomar um povoado inimigo com rapidez, um recurso simples era cortar uma árvore robusta, podar o tronco, acoplar algumas alças e usar a árvore para destruir um portão ou uma parte da muralha.[carece de fontes?]
Embora fosse muito perigoso segurar o aríete, esta arma podia ser colocada em ação algumas horas depois da chegada às muralhas. O aríete portátil era particularmente eficiente em ataques-surpresa e contra fortificações mais frágeis. Este era bastante usado por exércitos de ataque e por aqueles que não podiam permanecer muito tempo fora de uma cidade em um cerco prolongado.[carece de fontes?]

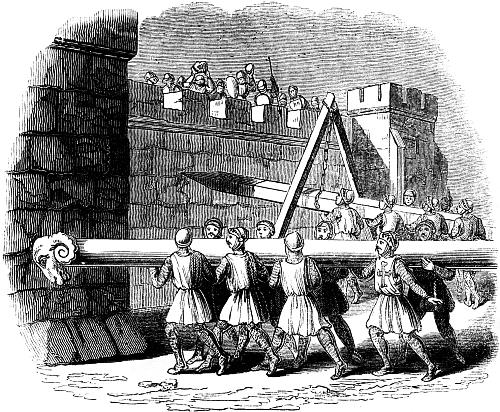
Aríetes em ação

## Uso moderno

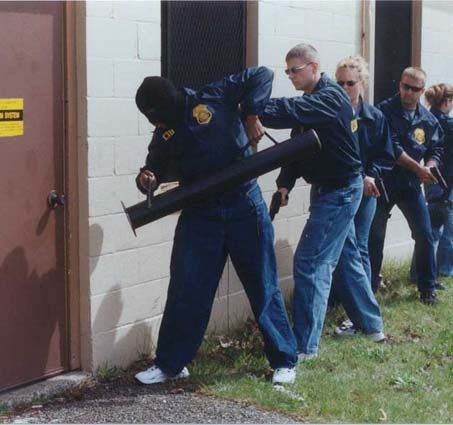
Um aríete moderno

Aríetes ainda têm utilidade nos tempos modernos. As forças policiais frequentemente empregam pequenos aríetes de metal, capazes de operar com uma ou duas pessoas, para forçar a abertura de portas trancadas ou efetuar arrombamentos de portas. Os aríetes modernos às vezes incorporam um cilindro pneumático e um pistão acionados por ar comprimido, que são acionados ao atingir um objeto duro e aumentam significativamente o momento linear do impacto.